# غرسنية أفزلية
غرسنية أفزلية (الاسم العلمي:Garcinia afzelii) هي نوع من النباتات تتبع جنس الغرسنية من فصيلة الكلوزية.